# Gloria Reuben
Gloria Reuben (ur. 9 czerwca 1964 w Toronto) – kanadyjska aktorka.
Córka pochodzącej z Jamajki śpiewaczki gospel, jedna z sześciorga rodzeństwa (jeden z braci został aktorem broadwayowskim). W młodości uzyskała wykształcenie muzyczne w Kanadyjskim Królewskim Konserwatorium. Występowała w serialach i filmach reklamowych w telewizji kanadyjskiej, następnie wyjechała do Los Angeles (1988). Wystąpiła w wielu serialach, m.in. The Round Table, The Young Riders, China Beach, Homicide:Live on the Street. W latach 1995–1999 należała do obsady serialu Ostry dyżur.
Obok pracy w telewizji ma na koncie także role filmowe, m.in. w TimeCop (1994), Nick of Time (1995), Pilgrim (2000), Shaft (2000), 1-800-Missing (2003). W 1996 znalazła się na liście 50 najpiękniejszych ludzi świata według magazynu „People”.